# Jardim Botânico da Madeira
Jardim Botânico da Madeira – ogród botaniczny w miejscowości Funchal (ok. 3 km na północ od centrum miasta) na portugalskiej wyspie Madera.
Inicjatorem powołania placówki i jej pierwszym dyrektorem był Rui Vieira.
W kolekcji znajduje się 2 tys. gatunków roślin. Ogród składa się z 5 działów:
- kolekcji roślin rodzimych i endemicznych (ok. 100 gatunków rodzimych dla Makaronezji[3]),
- arboretum stanowiące kolekcję gatunków pochodzących z Himalajów oraz obszarów tropikalnych,
- kolekcji sukulentów, w szczególności z gatunkami pochodzącymi z Afryki południowej,
- kolekcji użytkowych roślin tropikalnych – uprawnych, aromatycznych i medycznych,
- Loiro Park – ekspozycja ptaków tropikalnych.

Placówka otwarta jest codziennie w godzinach od 9.00 do 18.00.